# Bidens triplinervia
Bidens triplinervia es una especie herbácea de la familia de las asteráceas. Es conocida en la región Cusco en Perú como nabo ykiko.

## Taxonomía
Bidens triplinervia fue descrita por Carl Sigismund Kunth y la descripción publicada en el libro Nova Genera et Species Plantarum (folio ed.) 4: 182 en 1818.